# قائمة المعمرين الأمريكيين
المعمرون الأمريكيون (بالإنجليزية: American supercentenarians) هم مواطنون أو مقيمون في الولايات المتحدة بلغوا أو تجاوزوا سن 110 سنوات. اعتبارا من يناير 2015، قامت مجموعة أبحاث الشيخوخة (GRG) بالتحقق من صحة ادعاءات طول العمر لـ 782 من المعمرين الأمريكيين.[بحاجة لتحديث] اعتبارًا من 22 يوليو 2025، تُعتبر ناعومي وايتهاد (المولودة في جورجيا في 26 سبتمبر 1910، والمقيمة حاليًا في غرينفيل، بنسلفانيا) أكبر أمريكية على قيد الحياة، بعمر 114 سنوات و299 أيام. أما أطول شخص عاش على الإطلاق في الولايات المتحدة فهي سارة كنوس، من هوليوود، مقاطعة لوزيرن، بنسلفانيا، والتي توفيت في 30 ديسمبر 1999، عن عمر يناهز 119 عامًا و97 يومًا.

## قائمة 100 أمريكي مُعمّر معروف
فيما يلي قائمة تضم أطول 100 مُعمر أمريكي عمرًا وفقًا لمجموعة أبحاث الشيخوخة والمصادر الموثوقة.
  متوفي(ة)
  حيّ(ة)
| الترتيب | الاسم                    | الجنس | تاريخ الميلاد  | تاريخ الوفاة    | العمر               | مكان الميلاد       | مكان الوفاة أو الإقامة |
| ------- | ------------------------ | ----- | -------------- | --------------- | ------------------- | ------------------ | ---------------------- |
| 01      | سارة كنوس                | أنثى  | 24 سبتمبر 1880 | 30 ديسمبر 1999  | 119 سنوات و97 أيام  | بنسلفانيا          | بنسلفانيا              |
| 02      | ماريا برانياس            | أنثى  | 4 مارس 1907    | 19 أغسطس 2024   | 117 سنوات و168 أيام | كاليفورنيا         | إسبانيا                |
| 03      | دلفيا ولفورد             | أنثى  | 9 سبتمبر 1875  | 14 نوفمبر 1992  | 117 سنوات و66 أيام  | ميسيسيبي           | تينيسي                 |
| 04      | سوزانا موشات جونز        | أنثى  | 6 يوليو 1899   | 12 مايو 2016    | 116 سنوات و311 أيام | ألاباما            | نيويورك                |
| 05      | غيرترود ويفر             | أنثى  | 4 يوليو 1898   | 6 أبريل 2015    | 116 سنوات و276 أيام | أركنساس            | أركنساس                |
| 06      | إليزابيث بولدن           | أنثى  | 15 أغسطس 1890  | 11 ديسمبر 2006  | 116 سنوات و118 أيام | تينيسي             | تينيسي                 |
| 07      | بيسي كوبر                | أنثى  | 26 أغسطس 1896  | 4 ديسمبر 2012   | 116 سنوات و100 أيام | تينيسي             | جورجيا                 |
| 08      | إيستر ويغينز             | أنثى  | 1 يونيو 1874   | 7 يوليو 1990    | 116 سنوات و36 أيام  | ميسيسيبي           | ميسيسيبي               |
| 09      | جيرالين تالي             | أنثى  | 23 مايو 1899   | 17 يونيو 2015   | 116 سنوات و25 أيام  | جورجيا             | ميشيغان                |
| 10      | إديث سيكاريللي           | أنثى  | 5 فبراير 1908  | 22 فبراير 2024  | 116 سنوات و17 أيام  | كاليفورنيا         | كاليفورنيا             |
| 11      | إيلا ميلر                | أنثى  | 6 ديسمبر 1884  | 21 نوفمبر 2000  | 115 سنوات و351 أيام | تينيسي             | فيرجينيا               |
| 12      | ماجي بارنز               | أنثى  | 6 مارس 1882    | 19 يناير 1998   | 115 سنوات و319 أيام | كارولاينا الشمالية | كارولاينا الشمالية     |
| 13      | دينا مانفرديني           | أنثى  | 4 أبريل 1897   | 17 ديسمبر 2012  | 115 سنوات و257 أيام | إيطاليا            | آيوا                   |
| 14      | كريستيان مورتنسن         | ذكر   | 16 أغسطس 1882  | 25 أبريل 1998   | 115 سنوات و252 أيام | الدنمارك           | كاليفورنيا             |
| 15      | هستر فورد                | أنثى  | 15 أغسطس 1905  | 17 أبريل 2021   | 115 سنوات و245 أيام | كارولاينا الجنوبية | كارولاينا الشمالية     |
| 16      | إدنا باركر               | أنثى  | 20 أبريل 1893  | 26 نوفمبر 2008  | 115 سنوات و220 أيام | إنديانا            | إنديانا                |
| 17      | مارغريت سكيت             | أنثى  | 27 أكتوبر 1878 | 7 مايو 1994     | 115 سنوات و192 أيام | تكساس              | فيرجينيا               |
| 18      | Bernice Madigan          | أنثى  | 24 يوليو 1899  | 3 يناير 2015    | 115 سنوات و163 أيام | ماساتشوستس         | ماساتشوستس             |
| 19      | Gertrude Baines          | أنثى  | 6 أبريل 1894   | 11 سبتمبر 2009  | 115 سنوات و158 أيام | جورجيا             | كاليفورنيا             |
| 20      | Bettie Wilson            | أنثى  | 13 سبتمبر 1890 | 13 فبراير 2006  | 115 سنوات و153 أيام | ميسيسيبي           | ميسيسيبي               |
| 21      | Iris Westman             | أنثى  | 28 أغسطس 1905  | 3 يناير 2021    | 115 سنوات و128 أيام | داكوتا الشمالية    | داكوتا الشمالية        |
| 22      | Marie-Josephine Gaudette | أنثى  | 25 مارس 1902   | 13 يوليو 2017   | 115 سنوات و110 أيام | نيوهامبشير         | إيطاليا                |
| 23      | Susie Gibson             | أنثى  | 31 أكتوبر 1890 | 16 فبراير 2006  | 115 سنوات و108 أيام | ميسيسيبي           | ألاباما                |
| 23      | Thelma Sutcliffe         | أنثى  | 1 أكتوبر 1906  | 17 يناير 2022   | 115 سنوات و108 أيام | نبراسكا            | نبراسكا                |
| 25      | Edna Kern                | أنثى  | 14 اكتوبر 1900 | 20 يناير 2016   | 115 سنوات و98 أيام  | كاليفورنيا         | نيفادا                 |
| 26      | إليزابيث فرانسيس         | أنثى  | 25 يوليو 1909  | 22 أكتوبر 2024  | 115 سنوات و89 أيام  | لويزيانا           | تكساس                  |
| 27      | Augusta Holtz            | أنثى  | 3 أغسطس 1871   | 21 أكتوبر 1986  | 115 سنوات و79 أيام  | بروسيا             | ميزوري                 |
| 28      | Bessie Hendricks         | أنثى  | 7 نوفمبر 1907  | 3 يناير 2023    | 115 سنوات و57 أيام  | آيوا               | آيوا                   |
| 29      | Maud Farris-Luse         | أنثى  | 21 فبراير 1887 | 18 مارس 2002    | 115 سنوات و25 أيام  | ميشيغان            | ميشيغان                |
| 30      | Antonia Gerena Rivera    | أنثى  | 19 مايو 1900   | 2 يونيو 2015    | 115 سنوات و14 أيام  | بورتوريكو          | فلوريدا                |
| 31      | Mary Bidwell             | أنثى  | 9 مايو 1881    | 25 أبريل 1996   | 114 سنوات و352 أيام | كونيتيكت           | كونيتيكت               |
| 32      | Hazel Plummer            | أنثى  | 19 يونيو 1908  | 25 مايو 2023    | 114 سنوات و340 أيام | ماساتشوستس         | ماساتشوستس             |
| 33      | Ophelia Burks            | أنثى  | 25 أكتوبر 1903 | 27 سبتمبر 2018  | 114 سنوات و337 أيام | لويزيانا           | لويزيانا               |
| 34      | Mary Josephine Ray       | أنثى  | 17 مايو 1895   | 7 مارس 2010     | 114 سنوات و294 أيام | كندا               | نيوهامبشير             |
| 35      | غولدي شتاينبرغ           | أنثى  | 30 أكتوبر 1900 | 16 أغسطس 2015   | 114 سنوات و290 أيام | مولدوفا            | نيويورك                |
| 36      | Delphine Gibson          | أنثى  | 17 أغسطس 1903  | 9 مايو 2018     | 114 سنوات و265 أيام | كارولاينا الجنوبية | بنسلفانيا              |
| 37      | Mary Royster             | أنثى  | 15 أبريل 1875  | 28 ديسمبر 1989  | 114 سنوات و257 أيام | فيرجينيا           | كارولاينا الشمالية     |
| 38      | Neva Morris              | أنثى  | 3 أغسطس 1895   | 6 أبريل 2010    | 114 سنوات و246 أيام | آيوا               | آيوا                   |
| 39      | Blanche Cobb             | أنثى  | 8 سبتمبر 1900  | 1 مايو 2015     | 114 سنوات و235 أيام | جورجيا             | فلوريدا                |
| 40      | Mila Mangold             | أنثى  | 14 نوفمبر 1907 | 2 يوليو 2022    | 114 سنوات و230 أيام | نبراسكا            | كاليفورنيا             |
| 41      | Myrtle Dorsey            | أنثى  | 20 نوفمبر 1885 | 25 يونيو 2000   | 114 سنوات و218 أيام | أوهايو             | أوهايو                 |
| 42      | Carrie Lazenby           | أنثى  | 6 فبراير 1882  | 4 سبتمبر 1996   | 114 سنوات و208 أيام | جورجيا             | إلينوي                 |
| 43      | والتر برونينج            | ذكر   | 21 سبتمبر 1896 | 14 أبريل 2011   | 114 سنوات و205 أيام | مينيسوتا           | مونتانا                |
| 44      | Eunice Sanborn           | أنثى  | 20 يوليو 1896  | 31 يناير 2011   | 114 سنوات و195 أيام | لويزيانا           | تكساس                  |
| 45      | Grace Clawson            | أنثى  | 15 نوفمبر 1887 | 28 مايو 2002    | 114 سنوات و194 أيام | المملكة المتحدة    | نيويورك                |
| 46      | Wilhelmina Kott          | أنثى  | 7 مارس 1880    | 6 سبتمبر 1994   | 114 سنوات و183 أيام | إلينوي             | إلينوي                 |
| 46      | Adelina Domingues        | أنثى  | 19 فبراير 1888 | 21 أغسطس 2002   | 114 سنوات و183 أيام | الرأس الأخضر       | كاليفورنيا             |
| 48      | Lucy Mirigian            | أنثى  | 15 أغسطس 1906  | 12 فبراير 2021  | 114 سنوات و181 أيام | أرمينيا            | كاليفورنيا             |
| 49      | Charlotte Benkner        | أنثى  | 16 نوفمبر 1889 | 14 مايو 2004    | 114 سنوات و180 أيام | ألمانيا            | أوهايو                 |
| 50      | Ettie Mae Greene         | أنثى  | 19 سبتمبر 1877 | 26 فبراير 1992  | 114 سنوات و160 أيام | فيرجينيا الغربية   | فيرجينيا الغربية       |
| 51      | Dominga Velasco          | أنثى  | 12 مايو 1901   | 11 اكتوبر 2015  | 114 سنوات و152 أيام | المكسيك            | كاليفورنيا             |
| 52      | Irene Frank              | أنثى  | 1 أكتوبر 1881  | 28 فبراير 1996  | 114 سنوات و150 أيام | تكساس              | ميزوري                 |
| 53      | Georgia Ella Jordan      | أنثى  | 18 سبتمبر 1880 | 9 فبراير 1995   | 114 سنوات و144 أيام | جورجيا             | فيرجينيا               |
| 54      | Olivia Patricia Thomas   | أنثى  | 29 يونيو 1895  | 16 نوفمبر 2009  | 114 سنوات و140 أيام | آيوا               | نيويورك                |
| 54      | Alelia Murphy            | أنثى  | 6 يوليو 1905   | 233 نوفمبر 2019 | 114 سنوات و140 أيام | كارولاينا الشمالية | نيويورك                |
| 56      | Irene Dunham             | أنثى  | 16 ديسمبر 1907 | 1 مايو 2022     | 114 سنوات و136 أيام | ميشيغان            | ميشيغان                |
| 57      | Nina Willis              | أنثى  | 14 يناير 1909  | 17 مايو 2023    | 114 سنوات و123 أيام | جورجيا             | جورجيا                 |
| 57      | Pearl Berg               | أنثى  | 1 أكتوبر 1909  | 1 فبراير 2024   | 114 سنوات و123 أيام | إنديانا            | كاليفورنيا             |
| 59      | Anna Henderson           | أنثى  | 5 مارس 1900    | 1 يوليو 2014    | 114 سنوات و118 أيام | جورجيا             | بنسلفانيا              |
| 60      | Emma Verona Johnston     | أنثى  | 6 أغسطس 1890   | 1 ديسمبر 2004   | 114 سنوات و117 أيام | آيوا               | أوهايو                 |
| 60      | Mamie Rearden            | أنثى  | 7 سبتمبر 1898  | 2 يناير 2013    | 114 سنوات و117 أيام | كارولاينا الجنوبية | جورجيا                 |
| 60      | Erna Zahn                | أنثى  | 14 ابريل 1908  | 9 أغسطس 2022    | 114 سنوات و117 أيام | ويسكونسن           | مينيسوتا               |
| 63      | نعومي وايتهيد            | أنثى  | 26 سبتمبر 1910 | حيّة             | 114 سنوات و299 أيام | جورجيا             | بنسلفانيا              |
| 64      | Bettie Chatmon           | أنثى  | 30 أبريل 1884  | 16 أغسطس 1998   | 114 سنوات و108 أيام | لويزيانا           | تكساس                  |
| 64      | Lessie Brown             | أنثى  | 22 سبتمبر 1904 | 8 يناير 2019    | 114 سنوات و108 أيام | جورجيا             | أوهايو                 |
| 66      | Odie Matthews            | أنثى  | 28 ديسمبر 1878 | 14 أبريل 1993   | 114 سنوات و107 أيام | تكساس              | أريزونا                |
| 67      | Florence Knapp           | أنثى  | 10 أكتوبر 1873 | 11 يناير 1988   | 114 سنوات و93 أيام  | بنسلفانيا          | بنسلفانيا              |
| 67      | Elena Slough             | أنثى  | 4 يوليو 1889   | 5 أكتوبر 2003   | 114 سنوات و93 أيام  | بنسلفانيا          | نيوجيرسي               |
| 69      | Mary Anna Boone          | أنثى  | 10 فبراير 1887 | 13 مايو 2001    | 114 سنوات و92 أيام  | كنتاكي             | كنتاكي                 |
| 70      | Minnie Whicker           | أنثى  | 24 يوليو 1906  | 22 أكتوبر 2020  | 114 سنوات و90 أيام  | أركنساس            | كاليفورنيا             |
| 71      | Delma Kollar             | أنثى  | 31 أكتوبر 1897 | 24 يناير 2012   | 114 سنوات و85 أيام  | كانساس             | أوريغن                 |
| 72      | Ila Jones                | أنثى  | 21 أغسطس 1903  | 10 نوفمبر 2017  | 114 سنوات و81 أيام  | جورجيا             | جورجيا                 |
| 73      | Maggie Renfro            | أنثى  | 14 نوفمبر 1895 | 22 يناير 2010   | 114 سنوات و69 أيام  | لويزيانا           | لويزيانا               |
| 74      | Emma Tillman             | أنثى  | 22 نوفمبر 1892 | 28 يناير 2007   | 114 سنوات و67 أيام  | كارولاينا الشمالية | كونيتيكت               |
| 74      | Anna Stoehr              | أنثى  | 15 أكتوبر 1900 | 21 ديسمبر 2014  | 114 سنوات و67 أيام  | آيوا               | مينيسوتا               |
| 76      | ليلى دينمارك             | أنثى  | 1 فبراير 1898  | 1 أبريل 2012    | 114 سنوات و60 أيام  | جورجيا             | جورجيا                 |
| 77      | Adele Dunlap             | أنثى  | 12 ديسمبر 1902 | 5 فبراير 2017   | 114 سنوات و55 أيام  | نيوجيرسي           | نيوجيرسي               |
| 78      | Naomi Conner             | أنثى  | 30 أغسطس 1899  | 18 أكتوبر 2013  | 114 سنوات و49 أيام  | تكساس              | تكساس                  |
| 78      | Ora Holland              | أنثى  | 24 ديسمبر 1900 | 11 فبراير 2015  | 114 سنوات و49 أيام  | ميزوري             | أوكلاهوما              |
| 80      | Katie Hatton             | أنثى  | 18 ديسمبر 1877 | 24 يناير 1992   | 114 سنوات و37 أيام  | تكساس              | تكساس                  |
| 81      | Ellen Goodwill           | أنثى  | 2 فبراير 1907  | 2 مارس 2021     | 114 سنوات و28 أيام  | كنتاكي             | ميشيغان                |
| 82      | Grace Thaxton            | أنثى  | 18 يونيو 1891  | 6 يوليو 2005    | 114 سنوات و18 أيام  | نيويورك            | كنتاكي                 |
| 83      | Soledad Mexia            | أنثى  | 13 أغسطس 1899  | 30 أغسطس 2013   | 114 سنوات و17 أيام  | مكسيكو             | كاليفورنيا             |
| 84      | Minnie Ward              | أنثى  | 19 نوفمبر 1885 | 2 ديسمبر 1999   | 114 سنوات و13 أيام  | تينيسي             | ماساتشوستس             |
| 85      | Arbella Ewing            | أنثى  | 13 مارس 1894   | 22 مارس 2008    | 114 سنوات و9 أيام   | تكساس              | تكساس                  |
| 86      | Catherine Hagel          | أنثى  | 28 نوفمبر 1894 | 6 ديسمبر 2008   | 114 سنوات و8 أيام   | مينيسوتا           | مينيسوتا               |
| 87      | Emma Otis                | أنثى  | 22 أكتوبر 1901 | 25 أكتوبر 2015  | 114 سنوات و3 أيام   | واشنطن             | واشنطن                 |
| 88      | Ellen Jurick             | أنثى  | 15 يوليو 1895  | 13 يوليو 2009   | 113 سنوات و363 أيام | بنسلفانيا          | ميشيغان                |
| 89      | Fred Harold Hale         | ذكر   | 1 ديسمبر 1890  | 19 نوفمبر 2004  | 113 سنوات و354 أيام | مين                | نيويورك                |
| 90      | Miriam Carpelan          | أنثى  | 8 يوليو 1882   | 22 يونيو 1996   | 113 سنوات و350 أيام | المملكة المتحدة    | كاليفورنيا             |
| 90      | Elsie Thompson           | أنثى  | 5 أبريل 1899   | 21 مارس 2013    | 113 سنوات و350 أيام | بنسلفانيا          | فلوريدا                |
| 92      | Bertha Fry               | أنثى  | 1 ديسمبر 1893  | 14 نوفمبر 2007  | 113 سنوات و348 أيام | إنديانا            | إنديانا                |
| 93      | Mae Harrington           | أنثى  | 20 يناير 1889  | 29 ديسمبر 2002  | 113 سنوات و343 أيام | نيويورك            | نيويورك                |
| 94      | Ellen Thomas             | أنثى  | 25 ديسمبر 1877 | 2 ديسمبر 1991   | 113 سنوات و342 أيام | تينيسي             | ميشيغان                |
| 94      | Daisey Bailey            | أنثى  | 30 مارس 1896   | 7 مارس 2010     | 113 سنوات و342 أيام | تينيسي             | ميشيغان                |
| 96      | Secundina Camarena       | أنثى  | 16 يوليو 1891  | 20 يونيو 2005   | 113 سنوات و339 أيام | مكسيكو             | كاليفورنيا             |
| 97      | Agatha Mitchell          | أنثى  | 26 مارس 1887   | 25 فبراير 2001  | 113 سنوات و336 أيام | فيرجينيا           | فيرجينيا               |
| 98      | Goldie Michelson         | أنثى  | 8 أغسطس 1902   | 8 يوليو 2016    | 113 سنوات و335 أيام | أوكرانيا           | ماساتشوستس             |
| 99      | Merle Barwis             | أنثى  | 23 ديسمبر 1900 | 22 ديسمبر 2014  | 113 سنوات و334 أيام | آيوا               | كندا                   |
| 100     | Louvenia Posey           | أنثى  | 6 أبريل 1900   | 1 مارس 2014     | 113 سنوات و329 أيام | تكساس              | تكساس                  |

## السير الذاتية

### ماري بيدويل
كانت ماري إليكتا بيدويل (9 مايو 1881 - 25 أبريل 1996) معمرة أمريكية فائقة. توفيت عن عمر يناهز 114 عامًا و352 يومًا، وهي أكبر شخص تم تسجيل وفاته في ولاية كونيتيكت على الإطلاق 
والداها هما تشارلز وودروف بيدويل وأليس بيتش نوبل. كانت من نسل جون بيدويل، أحد مؤسسي مدينة هارتفورد (كونيتيكت). عملت بيدويل مُدرّسةً في مدرسة مكونة من فصل واحد لمدة ست سنوات. تزوجت من تشارلز هوبيل بيدويل، وهو ابن عم بعيد، في عام 1906. عاشت بيدويل بمفردها في نورث هيفن (كونيتيكت)، حتى بلغت 110 أعوام. توفيت بيدويل في دار للتمريض في هامدن (كونيتيكت).

### ماغي بارنز
كانت ماغي بولين بارنز (6 مارس 1882 - 19 يناير 1998) مُعمّرة أمريكية. ولدت لعبد سابق وتزوجت من مزارع مستأجر. توفيت بارنز في 19 يناير 1998، في مقاطعة جونستون، بولاية كارولينا الشمالية، بسبب الغنغرينا.
لقد كان عام ميلادها الدقيق محل نزاع. على الرغم من أن عام 1882 مكتوب في الكتاب المقدس لعائلتها، إلا أن تعداد الولايات المتحدة لعام 1900 سجل عام ميلادها على أنه 1881، كما يزعم ترخيص زواجها أنها ولدت في عام 1880. وبما يتوافق مع ما ورد في الكتاب المقدس للعائلة، فقد عاشت بارنز 115 عاماً و319 يوماً.

### أديلينا دومينغيز
كانت أديلينا دومينغيز (19 فبراير 1888 - 21 أغسطس 2002) معمرة أمريكية من الرأس الأخضر، وكانت أكبر شخص معمر في العالم منذ وفاة المرأة البريطانية الأمريكية غريس كلوسون البالغة من العمر 114 عامًا في 28 مايو 2002، وحتى وفاتها بعد أقل من ثلاثة أشهر. ولدت دومينغيز في الرأس الأخضر. كان والد دومينغيز الإيطالي طيارًا في الموانئ من حيث المهنة، وكانت والدتها برتغالية من حيث العرق. تزوجت من قائد سفينة في عام 1907، وانتقلت إلى الولايات المتحدة في ذلك العام. توفي زوجها بالسرطان في عام 1950. كانت دومينغيز مبشرة من كنيسة الناصريين في الرأس الأخضر وأجزاء أخرى من إفريقيا، كما كانت أيضًا واعظة دينية عندما كانت تعيش في ماساتشوستس، فضلاً عن كونها خياطة خبيرة.
كانت دومينغيز مؤمنة جدا بالحلم الأمريكي، وكانت شديدة التدين، ولديها آراء سياسية محافظة، وكانت صديقة بالمراسلة للرئيس الأمريكي السابق رونالد ريغان. كان لديها أربعة أطفال، لكن واحدًا منهم فقط (ابنها فرانك) وصل إلى مرحلة البلوغ. توفي فرانك في عام 1998 عن عمر يناهز 71 عامًا، وعاشت أديلينا بعده بأربع سنوات. توفيت دومينغيز في دار رعاية في منطقة سان دييغو، كاليفورنيا، في 21 أغسطس 2002، عن عمر يناهز 114 عامًا و183 يومًا. كانت قد ادعت أنها تكبر بعام واحد، أي 115 عامًا، لكن عائلتها ودبلوماسيين من الرأس الأخضر قاموا ببعض الأبحاث واكتشفوا معلومات تتعلق بتعميدها، والتي استنتجوا منها أن دومينغيز كانت تبلغ من العمر 114 عامًا عندما توفيت.

### شارلوت بنكنر
كانت شارلوت بنكنر (16 نوفمبر 1889 - 14 مايو 2004) معمرة أمريكية، وتعتبر أكبر شخص في العالم من عام 2003 إلى عام 2004. أدى الاعتراف اللاحق بأشخاص آخرين تجاوزوا المائة عام إلى تصنيف بنكنر في المرتبة الثالثة من حيث العمر في وقت وفاتها.
وُلِدت بنكنر في لايبزيغ، ألمانيا، وهاجرت إلى الولايات المتحدة في عام 1896. نشأت في بيكسكيل، نيويورك، حيث كانت عائلتها تدير فندق البرت (Albert Hotel)، وفي شبابها التقت ذات مرة بالرئيس الأمريكي آنذاك ثيودور روزفلت. بعد زواجها من كارل بنكنر عام 1908، انتقلت غربًا، حيث عاشت في بنسلفانيا وأوهايو، قبل أن تتقاعد في أريزونا. بعد أن تجاوزت المائة عام وأصبحت أكبر شخص في ولاية أريزونا، عادت بنكنر إلى أوهايو لتعيش في شمال ليما مع أختها تيلي أوهير، أصغر أشقائها. توفيت تيلي في يناير 2004، قبل ثلاثة أسابيع فقط من بلوغها المائة عام. عاشت بينكنر بعد وفاة شقيقتها لمدة أربعة أشهر فقط، وتوفيت عن عمر يناهز 114 عامًا و180 يومًا، وذلك بعد إقامة قصيرة في مستشفى في يونغستاون (أوهايو).

### إيما فيرونا جونستون
كانت إيما فيرونا جونستون (6 أغسطس 1890 - 1 ديسمبر 2004) معمرة أمريكية ولدت في إنديانولا، آيوا، لعائلة كبيرة. تخرجت من جامعة دريك في عام 1912، وواصلت العمل كمعلمة للغة اللاتينية قبل أن تتزوج طبيب العيون هاري جونستون؛ وفي وقت وفاتها، كانت أكبر خريجة حية في الجامعة.
في عمر 98 عامًا، انتقلت جونستون من آيوا إلى أوهايو لتعيش مع ابنتها وزوج ابنتها. حتى بعد أن بلغت 110 أعوام، ظلت تتمتع بصحة جيدة، وكانت متيقظة وقادرة على المشاركة في المحادثات، وكانت لا تزال قادرة على صعود السلالم. أصبحت أكبر معمرة أمريكية معروفة في مايو 2004. وبعد ثلاثة أشهر، بمناسبة عيد ميلادها الـ114، قُدِّم لها إعلان مُوقَّع من قِبل رئيس جامعة دريك آنذاك، ديفيد ماكسويل. وقد رشحها نائب رئيس الجامعة للتطوير المؤسسي، جون ويلي، للحصول على درجة فخرية. توفيت جونستون في ورثينغتون، أوهايو، في 1 ديسمبر 2004، عن عمر يناهز 114 عامًا و117 يومًا.

### بيتي ويلسون
كان يُعتقد أن بيتي أنتري ويلسون (13 سبتمبر 1890 - 13 فبراير 2006) هي أكبر شخص حي في الولايات المتحدة من ديسمبر 2004 حتى التحقق اللاحق من إليزابيث بولدن. كلاهما ولدا في الريف الجنوبي، حيث كانا يعيشان على مسافة أقل من 100 ميل من بعضهما البعض. كانت ويلسون ابنة العبدين المُحرّرين، سليمان وداليا روثرفورد.
في أبريل 2005، انتقلت ويلسون إلى منزل جديد تم تمويله من خلال التبرعات، في نيو ألباني. احتفلت بعيد ميلادها الـ115 في سبتمبر 2005، وتوفيت في 13 فبراير 2006، عن عمر يناهز 115 عامًا و153 يومًا.

### فريد هارولد هيل
فريدريك هارولد هيل الأب (1 ديسمبر 1890 - 19 نوفمبر 2004) ولد في نيو شارون، مين. تزوج من فلورا مويرز (توفيت عام 1979) في عام 1910، وأنجب خمسة أطفال، توفي ثلاثة منهم. عمل طوال حياته كعامل سكة حديدية ومُربّي نحل، قبل أن يتقاعد لمتابعة أعمال البستنة وتعليب المنتجات. في سن 95 عامًا، قام بممارسة رياضة ركوب الأمواج لأول مرة في هاواي، أثناء عودته إلى الولايات المتحدة من زيارة حفيده في اليابان. تم الاعتراف به من قبل موسوعة غينيس للأرقام القياسية باعتباره أكبر سائق سيارة سناً في العالم في سن 104 عاماً، واستمر في القيادة حتى سن 108 أعوام. وفي سن 109، انتقل إلى منطقة سيراكيوز في ولاية نيويورك. كان من مشجعي فريق بوسطن ريد سوكس للبيسبول طيلة حياته، وكان على قيد الحياة ليشهد انتصاراتهم في بطولة العالم عامي 1918 و2004.
في 5 مارس 2004، بعد وفاة الإسباني خوان ريودافيتس البالغ من العمر 114 عامًا، أصبح فريد هارولد هيل أكبر رجل حي في العالم. توفي في 19 نوفمبر، قبل 12 يومًا من عيد ميلاده الـ 114، وخلفه إيميليانو ميركادو ديل تورو كأكبر رجل في العالم.

### جورج فرانسيس
كان جورج رينيه فرانسيس (6 يونيو 1896 - 27 ديسمبر 2008) مُعمرًا أمريكيًا وثاني أكبر رجل حي في العالم، مع الإنجليزي هنري ألينغهام، الذي ولد أيضًا في 6 يونيو 1896، حتى وفاة فرانسيس عن عمر يناهز 112 عامًا و204 يومًا. وكان أيضًا أكبر رجل على قيد الحياة في الولايات المتحدة، بعد وفاة أنطونيو بييرو عن عمر ناهز 111 عامًا في 8 فبراير 2007. كان فرانسيس من نيو أورليانز، لويزيانا، ولكن بعد عام 1949 عاش في ساكرامنتو (كاليفورنيا)، حيث نشرت إحدى الصحف المحلية قصيدة كان فرانسيس يستمتع بإلقائها على الأصدقاء والجمهور طوال حياته. كان ينسب طول عمره إلى الطبيعة، وكان يستمتع بنظام غذائي غني من لحم الخنزير والبيض والحليب وشحم الخنزير. لقد أقلع عن تدخين السيجار في سن 75 عامًا.
حاول فرانسيس الانضمام إلى الجيش في الحرب العالمية الأولى، لكن تم رفضه للخدمة في عام 1918 لكونه قصيرًا وصغيرًا جدًا (كان وزنه حوالي 100 رطل [45 كـغ]). وعلى الرغم من ذلك، أصبح ملاكمًا فيما بعد قبل أن يصبح حلاقًا ثم سائقًا.

### بيرنيس ماديغان
ولدت بيرنيس ماديغان (24 يوليو 1899 - 3 يناير 2015) في ويست سبرينغفيلد، ماساتشوستس، وانتقلت إلى تشيشير عندما كانت في السادسة من عمرها. في عام 1918، بعد تخرجها من مدرسة آدامز الثانوية، استجابت لحملات الحكومة لتجنيد النساء للعمل خلال الحرب العالمية الأولى، وانتقلت إلى واشنطن العاصمة. وبعد الحرب، عملت كسكرتيرة لوزارة الخزانة وإدارة المحاربين القدامى. تزوجت من بول ماديغان (توفي عام 1976) في عام 1925؛ وعاشا في منطقة واشنطن العاصمة ثم في سيلفر سبرينغ بولاية ماريلاند. تقاعدت في عام 1942، وبعد ذلك تطوعت في الكنيسة وفي دور رعاية المسنين، حيث كانت تعزف على البيانو للمقيمين. عادت للعيش مع عائلتها في ماساتشوستس في عام 2007. شاركت في دراسة المعمرين في نيو إنغلاند التي أجرتها كلية الطب بجامعة بوسطن، وتم إجراء مقابلة معها وتصويرها بواسطة مركز الشيخوخة في جامعة شيكاغو وشبكة (ABC World News). وهي واحدة من 100 شخص تجاوزوا المائة عام في (The Archon Genomics XPRIZE). انضمت إلى وسائل التواصل الاجتماعي، ولديها حسابات على الفيسبوك وتويتر. توفيت ماديغان أثناء نومها عن عمر يناهز 115 عامًا و163 يومًا في الساعة الثانية صباحًا في 3 يناير 2015. في وقت وفاتها، كانت أكبر سكان ولاية ماساتشوستس سنًا، ورابع أكبر شخص حي في الولايات المتحدة وخامس أكبر شخص حي في العالم.

### إيفلين كوزاك
كانت إيفا تشافكا ريفكا "إيفلين" كوزاك (14 أغسطس 1899 - 11 يونيو 2013) معمرة يهودية أمريكية، ولدت في مدينة نيويورك لإسحاق وكيت جاكوبسون، اللذين فرّا من الإمبراطورية الروسية، وكانت أكبر شخص يهودي تم التحقق منه في التاريخ من 6 نوفمبر 2012، بعد 12 أسبوعًا من بلوغها 113 عامًا، عندما حطمت الرقم القياسي الأمريكية المولودة في ألمانيا أدلهيد كيرشباوم البالغة 113 عامًا و83 يومًا، على الرغم من أنه حتى 27 أغسطس 2014 عندما حطمت الأمريكية المولودة في روسيا جولدي شتاينبرغ (المولودة في 30 أكتوبر 1900)، التي كانت أكبر شخص يهودي حي بعد وفاتها، رقمها القياسي.
توفيت كوزاك بسبب نوبة قلبية في مستشفى في بروكلين، مدينة نيويورك، في وقت مبكر من صباح الثلاثاء 11 يونيو 2013[متى؟] - قبل ربع يوم تقريبًا من وفاة أكبر شخص على قيد الحياة، الياباني جيرويمون كيمورا البالغ من العمر 116 عامًا (الذي توفي في الساعة 2:08 صباحًا من ليلة 12 يونيو = 1:08 ظهرًا في 11 يونيوبتوقيت شرق الولايات المتحدة).

### دلفيا ويلفورد
كانت دلفيا ويلفورد (9 سبتمبر 1875 - 14 نوفمبر 1992) معمرة أمريكية تدعي أنها ولدت في 9 سبتمبر 1881؛ ومع ذلك، فإن الأبحاث التي أجرتها مجموعة أبحاث الشيخوخة بين عامي 2016 و2023 حددت أنها ولدت في عام 1875، وأنها ولدت في أوكولونا، ميسيسيبي.
كان والدا ويلفورد هما ريتشارد وهيدي ويلفورد. انتقلت العائلة إلى همبولت، تينيسي، عندما كانت لا تزال طفلة. أنجبت ابنًا واحدًا، ليو ماثيس، في أواخر تسعينيات القرن التاسع عشر. ولم تتزوج ويلفورد قط وقضت بقية حياتها في همبولت. كانت ربة منزل وعضوة في كنيسة (Lane Chapel CME).
توفيت ويلفورد في مركز باركفيو مانور للرعاية الصحية في هومبولت، في 14 نوفمبر 1992، عن عمر يناهز 117 عامًا و66 يومًا. أصبحت أكبر شخص على الإطلاق في الولايات المتحدة بعد أن تجاوزت سن إيستر ويغينز في 16 أكتوبر 1991. وظلت ويلفورد تحتفظ بهذا التميز حتى 30 نوفمبر 1997، عندما تجاوزت سارة كنوس سنها الأخيرة. ومن المثير للدهشة أنه على الرغم من أن ويلفورد عاشت أكثر من 117 عامًا، إلا أنها لم تكن أبدًا أكبر شخص حي في العالم، حيث كانت جين كالمينت أكبر سنًا ولا تزال على قيد الحياة عندما توفيت ويلفورد. في الواقع، ويلفورد هي الشخص الأكبر سنا الذي لم يسبق له أن أصبح أكبر شخص حي في العالم.

## ملحوظات
1. ↑  قد تكون أكبر سنًا (116 أو حتى 117 عامًا)؛ ربما وُلدت في 1881 أو حتى 1880
2. ↑  ولدت هولتز في مقاطعة بوزنانيا، التي كانت جزءًا من الإمبراطورية الألمانية وقت ولادتها. واليوم، أصبحت هذه المنطقة جزءًا من بولندا.
3. ↑  يعتبر سكان بورتوريكو المولودون في 25 أبريل 1898 أو بعده مواطنين أمريكيين.[19]
4. ↑  وُلِدت شتاينبرغ في كيشيناو، التي كانت آنذاك جزءًا من الإمبراطورية الروسية. وهي الآن عاصمة مولدوفا.
5. ↑  وُلِدت دومينغيز في الرأس الأخضر، الذي كان في ذلك الوقت مستعمرة برتغالية. والآن أصبح دولة مستقلة.
6. ↑  وُلِدت ميريجيان في أرمينيا الغربية، والتي كانت آنذاك جزءًا من الدولة العثمانية.
7. ↑  وُلِدت ميشلسون في إليزابيثغراد، التي كانت آنذاك جزءًا من الإمبراطورية الروسية. وهي الآن جزء من أوكرانيا.